# 杨新 (1940年)
杨新（1940年—2020年），男，湖南湘阴人。中国艺术史和古代书画鉴定学者，故宫博物院原副院长。

## 生平
1940年生。自幼喜好绘画。1960年毕业于广州美术学院附属中学，1965年毕业于中央美术学院美术史论系。1965年毕业后到故宫博物院工作，从事中国古代书画陈列与研究，从师徐邦达、启功学习书画鉴定。1984年作为卢斯基金会访问学者，在美国加利福尼亞大學柏克萊分校艺术史系研究和讲学一年。1985年1月任故宫博物院陈列部副主任，1987年9月至2000年12月任故宫博物院副院长。
杨新是故宫博物院研究员、中国美术家协会会员、中国书法家协会会员、北京市博物馆学会副理事长。
2020年1月31日清晨去世，享年81岁。

## 学术成果
杨新曾与时任台北國立故宮博物院副院长的张临生女士合作主编了两岸故宫国宝集结的大型图文集《国宝荟萃》，第一次实现了海峡两岸故宫的“合璧之作”。
出版中国画家丛书《项圣谟》《程正揆》《扬州八怪》《中国传统线描人物画》；大型画册《文徵明》《项圣谟》《中国绘画三千年》（合作）等。主编《龙的艺术》《国宝荟萃》《故宫博物院藏文物珍品全集》。1994年出版《杨新美术论文集》（紫禁城出版社，香港商务印书馆出版）。代表性论文《明人图绘中的古物市场》《中国画的得意、写意和会意》《八大山人三题》《四僧小议》等。現在有綽號名:禁藥王